# Verband Schweizerischer Polizei-Beamter
Der Verband Schweizerischer Polizei-Beamter (VSPB) ist ein Berufsverband für aktives und pensioniertes Polizeipersonal in der Schweiz. Er vertritt die beruflichen, sozialpolitischen und wirtschaftlichen Interessen seiner 27 000 Mitglieder auf kommunaler, kantonaler und nationaler Ebene. Seit 2024 ist Emmanuel Fivaz Präsident des VSPB, der langjährig im Verband tätig ist und zuletzt Vizepräsident war.

## Geschichte
Der Verband wurde am 1. Dezember 1907 gegründet, ursprünglich als „Verband Schweizerischer Polizeiangestellten-Vereine“. Seit 1940 trägt er den Namen Verband Schweizerischer Polizeibeamter.

## Organisation
- Der VSPB ist föderalistisch aufgebaut, mit rund 56 Sektionen in fünf Regionen.[4]
- Das höchste Organ ist die Delegiertenversammlung, die alle zwei Jahre tagt und aus etwa 250–300 Delegierten besteht.[4]
- Der Zentralvorstand (27 Mitglieder) ist das gesetzgebende Organ. Die Geschäftsleitung (6 Personen) leitet das Tagesgeschäft vom Sitz in Luzern.[4]
- Weitere Organe sind die Kontrollstelle und die Sterbe- und Unterstützungskasse.[5]

## Ziele, Zusammenarbeit und Angebote
Der Verband setzt sich ein für politische Mitwirkung, Arbeitsbedingungen, Löhne, Gesundheit und Berufsschutz. 
Er fördert Solidarität, bietet Berufsrechtsschutz, eine Sterbe- und Unterstützungskasse, Ferienwohnungen und Vergünstigungen. 
Er engagiert sich auch in Ausbildung und nationalen Standards wie dem Bildungspolitischen Gesamtkonzept (BGK 2020).

## Dienstleistungen
- Berufsrechtsschutz[9]
- Sterbe- und Unterstützungskasse, die finanzielle Unterstützung bietet
- Ferienwohnungen und Vergünstigungen
- Die Verbandszeitschrift police erscheint in drei Sprachen[10]
- Gesundheitspaket, z. B. HRV-Messung zur Stressprävention[11]

## Vernetzung und Zusammenarbeit
Der VSPB ist Mitglied von EU.Pol, dem europäischen Dachverband der Polizeigewerkschaften. Er kooperiert mit dem Schweizerischen Polizei-Institut (SPI) sowie der KKJPD/KKPKS.